# Distrito de Trakai
El distrito de Trakai (lituano: Trakų rajono savivaldybė; polaco: Samorząd rejonu trockiego) es un municipio-distrito lituano perteneciente a la provincia de Vilna.
En 2011, el municipio tenía una población de 34 411 habitantes, de los cuales 19 383 eran étnicamente lituanos, 10 362 polacos y 2849 rusos.
Su capital es Trakai. El término municipal se extiende a lo largo de la periferia occidental de la capital nacional Vilna.

## Subdivisiones
Se divide en 8 seniūnijos (entre paréntesis la localidad principal):
- Seniūnija de Aukštadvaris (Aukštadvaris)
- Seniūnija de Grendavė (Grendavė)
- Seniūnija de Lentvaris (Lentvaris)
- Seniūnija de Onuškis (Onuškis)
- Seniūnija de Paluknys (Paluknys)
- Seniūnija de Rūdiškės (Rūdiškės)
- Seniūnija de Senieji Trakai (Senieji Trakai)
- Seniūnija de Trakai (Trakai)